# Oleg Sapronow
Oleg Sapronow (russisch Олег Сапронов, * 17. Januar 1970) ist ein ehemaliger russischer Handballspieler.
Der 1,95 m große und 113 kg schwere Handballtorwart spielte zunächst bei Kuntz Moskau in Russland. Erst im Jahr 2000 entschied er sich, ins Ausland zu wechseln. Seine Wahl fiel auf den französischen Verein Meaux Handball. Ab 2001 lief er in der ersten und zweiten französischen Liga für UMS Pontault-Combault HB auf. Als man ihm einen um 40 % reduzierten Vertrag anbot, beendete er seine Karriere 2011. Doch bereits im Oktober 2011 kehrte er ins Tor zurück, um den verletzten Stammtorwart von Tremblay-en-France Handball zu ersetzen. Von 2012 bis 2015 spielte er für den Zweitligisten Lanester HB.
Mit der Russischen Nationalmannschaft wurde Oleg Sapronow bei der Weltmeisterschaft 1993 Weltmeister. Zwischen 1991 und 1995 bestritt er 39 Länderspiele.